# Liste der Monuments historiques in Romagne-sous-les-Côtes
Die Liste der Monuments historiques in Romagne-sous-les-Côtes führt die Monuments historiques in der französischen Gemeinde Romagne-sous-les-Côtes auf.

## Liste der Objekte
| Bezeichnung                   | Beschreibung               | Standort                       | Kennzeichnung | Schutzstatus | Datum | Bild |
| ----------------------------- | -------------------------- | ------------------------------ | ------------- | ------------ | ----- | ---- |
| Relief Abendmahl              | Stein, 19. Jahrhundert     | in der Kirche St-Pierre (Lage) | PM55002258    | Inscrit      | 1997  |      |
| Skulptur Unterweisung Mariens | Kalkstein, 17. Jahrhundert | in der Kirche St-Pierre (Lage) | PM55002259    | Inscrit      | 1994  |      |